# Teatar.hr Nagrada Publike 2013.
Druga Teatar.hr Nagrada Publike održala se 20. studenog u Tvornici. Voditelji dodjele bili su kazališni redatelj Miran Kurspahić i glumica Nina Violić. Više od 30 000 glasova odlučilo je o pobjednicima. Umjetnički voditelji dodjele bili su Nora Krstulović i Vedran Peternel. Kao glazbeni gosti nastupili su brojne glumice i glumci kao što su Mislav Čavajda, Ivan Đuričić, Hana Hegedušić, Nataša Janjić Lokas, Ivana Rushaidat i brojni drugi.   

### Nominacije i pobjednici
| Predstava godine | Najprecjenjenija produkcija godine |
| --- | --- |
| - Tartuffe (ZKM) - 32% - Rekvijem za organe (Hotel Bulić) - 22% - Galeb (ZKM) - 21% - Timon Atenjanin (Splitsko ljeto) - 16% - Michelangelo (HNK Zagreb/Pandur Theaters) - 9%                                                             | - Michelangelo (HNK Zagreb/Pandur Theaters) - 29% - Fine mrtve djevojke (GDK Gavella) - 26% - Ukleti Holadenz (Splitsko ljeto) - 17% - Aida (HNK Zagreb/HNK Ivana pl. Zajca u Rijeci) - 15% - Otac hrabrost (Dubrovačke ljetne igre) - 13% |
| Skandal godine | Festival godine |
| - Zabrana plakata za "Fine mrtve djevojke" - 54% - (ne)izbor intendanta HNK Zagreb - 33% - procedura donošenja izmjena i dopuna ZOK-a - 13%                                                                                               | - IKS Festival, Split - 26% - FEN - 23% - Festival svjetskog kazališta - 20% - Tjedan suvremenog plesa - 19% - Ganz novi festival - 12% |
| Izvođač godine | Izvođačica godine |
| - Goran Bogdan - 39% - Ivan Magud - 19% - Vili Matula - 16% - Livio Badurina - 13% - Goran Marković - 13% | - Jadranka Đokić - 29% - Nina Violić - 24% - Petra Hrašćanec - 19% - Ksenija Marinković - 18% - Roberta Milevoj - 10% |
| Redatelj/koreograf godine | Osoba godine |
| - Bobo Jelčić - 26% - Matija Ferlin - 24% - Olja Lozica - 24% - Saša Božić - 17% - Jernej Lorenci - 9% | - Zrinka Cvitešić - 42% - Vitomira Lončar - 22% - Bobo Jelčić - 13% - Dubravka Vrgoč - 13% - Vanja Cuculić - 10% |
| Najbolji novi dramski tekst | Nezavisno kazalište godine |
| - Nina Horvat za "I živjeli su sretno...?" - 33% - Dino Pešut za "Pritisci moje generacije" - 22% - Tomislav Zajec za "Trebalo bi prošetati psa" - 16% - Magdalena Lupi Alvir za "Jalova" - 15% - Jasna Žmak za "Istovremeno drugi" - 14% | - Mala scena - 30% - Teatar Tirena - 28% - TRAFIK - tranzicijsko-fikcijsko kazalište - 17% - BADCo - 16% - de facto - 9% |